# 米奧雷區
米奧雷區，是白俄羅斯的一個區，位於該國北部，屬於維捷布斯克州的一部分，面積1,786.64平方公里，2009年人口24,364，人口密度每平方公里13.64人。